# Méthode pinyin
Pour les articles homonymes, voir Pinyin (homonymie).
L'expression méthode pinyin (chinois : 拼音輸入法 ; pinyin : pīnyīn shūrùfǎ) renvoie à une famille de méthodes de saisie de l'écriture chinoise basées sur la méthode de romanisation « pinyin ».
Dans ses modalités de base, la méthode pinyin permet à un utilisateur de produire des caractères chinois en entrant le texte pinyin correspondant à ce caractère chinois (avec ou sans signe d'intonation, généralement optionnel dans chaque système). L'utilisateur se voit alors proposer une liste de caractères correspondant à cette prononciation (le chinois comporte beaucoup d'homophones). De nombreux systèmes existent, légèrement différents, et des développements très perfectionnés sont parfois proposés. 

## Variations
Les différentes méthodes d'encodage pinyin peuvent se démarquer les unes des autres par plusieurs aspects, dont : 
- encodage du caractère « ü » : celui-ci demande généralement une combinaison complexe d'encodage, variant selon les systèmes. En général, que ce soit dans Microsoft Hanyu pinyin system, dans les méthode pinyin SCIM ou iBus, ou que ce soit les méthodes de Google, « ü » est entré en tapant « v ». Par exemple, chinois : 女 ; pinyin : nǚ ; litt. « femme » serait tapé « nv ».
- gestion de la tonalité : l'encodage des tons peut être obligatoire (帶調), ou facultatif (不帶調). Le choix de caractères proposé sera cependant généralement plus grand si les tons sont omis.
- nombre de caractères à convertir : dans les systèmes les plus simples, un seul caractère est converti à la fois ; dans la majorité des méthodes cependant, la saisie est intelligente et propose des solutions plus précises quand deux syllabes (deux caractères) ont été saisies avant leur sélection.

## Facilités proposées
De nombreux systèmes basés sur la méthode d'encodage pinyin appelé pinyin intelligent (ou smart pinyin en anglais) fournissent des facilités pour accroître la vitesse d'encodage. Parmi les plus répandus :
- permettre à l'utilisateur de générer plus d'un caractère chinois à la fois ;
- propositions de caractères chinois après chaque entrée (ex : association 聯想)
- ajuster le classement des caractères chinois possibles, selon la fréquence d'apparition dudit caractère, le contexte ;
- autoriser l'utilisateur à omettre l'encodage complet pour certains caractères typiques ;
- autoriser un utilisateur qui ne parle pas parfaitement le mandarin standard, par exemple, habitué à un dialecte du mandarin à introduire des prononciations légèrement incorrectes pour le mandarin standard, voir plus bas (模糊音)

Certaines de ces facilités peuvent grandement aider à l'encodage. Par exemple, il est possible d'obtenir l'écriture chinoise pour « concert » (音樂會) en saisissant simplement « yyh » (au lieu de « yinyuehui » ou « yīnyuèhuì » si les tons sont requis). La saisie de mots ou phrases plus longs peut encore être accéléré si le système peut reconnaître les mots.

## Avantages et inconvénients
L'avantage évident des méthodes de saisie du pinyin est la facilité d'apprentissage de son utilisation; les personnes qui ont l'habitude du pinyin pourront rapidement saisir des caractères han sans formation particulière.
Il est généralement possible d'activer la correspondance de sons proches ou leur inversion en raison des possibilités de confusion dans des dialectes mandarins ou dans la prononciation du mandarin standard liée à un accent local de locuteur dont la langue maternelle n'est pas le mandarin, par exemple :
- c et ch, s et sh, z and zh. Ces trois couples de consonantes peuvent être confondues dans le Sud de la Chine.
- Remplacement du h par f. Certaines personnes du Fujian ou japonaises prononçant le mandarin.
- Inversion entre n et l. Inversés dans les dialectes du Mandarin du Sud-Ouest)
- Confusion entre l ou r. dans différentes régions de Chine.
- Confusion entre g ou k.
- Terminaisons en an/en/in avec terminaisons en ang/eng/ing.

## Autres langues chinoises
Pour les personnes ne parlant d'autres langues chinoises que le mandarin, mais écrivant le chinois, cette méthode ou la méthode bopomofo (également adaptée au mandarin) n'ont pas d’intérêt, elles préféreront une méthode utilisant la romanisation standard de leur langue, comme le jyutping pour le cantonais, ou bien une méthode basée sur la position des caractères.